# Schupf
Schupf ([ʃʊp͡f] ⓘ) ist ein Gemeindeteil der Gemeinde Happurg im Landkreis Nürnberger Land (Mittelfranken, Bayern). Schupf liegt in der Gemarkung Kainsbach.

## Geografie
Das Dorf Schupf liegt auf dem Hochplateau der Fränkischen Alb auf einer Höhe von 544 m ü. NHN und befindet sich etwa sechs Kilometer südsüdöstlich von Happurg. Die Grenze zur nahe gelegenen Oberpfalz verläuft etwa zwei Kilometer südlich des Ortes.

## Geschichte
Durch die zu Beginn des 19. Jahrhunderts im Königreich Bayern durchgeführten Verwaltungsreformen wurde der Ort zu einem Bestandteil der Ruralgemeinde Kainsbach. Im Zuge der Gebietsreform in Bayern wurde Schupf zusammen mit der gesamten Gemeinde Kainsbach 1971 in die Gemeinde Happurg eingegliedert. Im Jahr 2017 zählte Schupf 209 Einwohner.

## Das KZ-Mahnmal

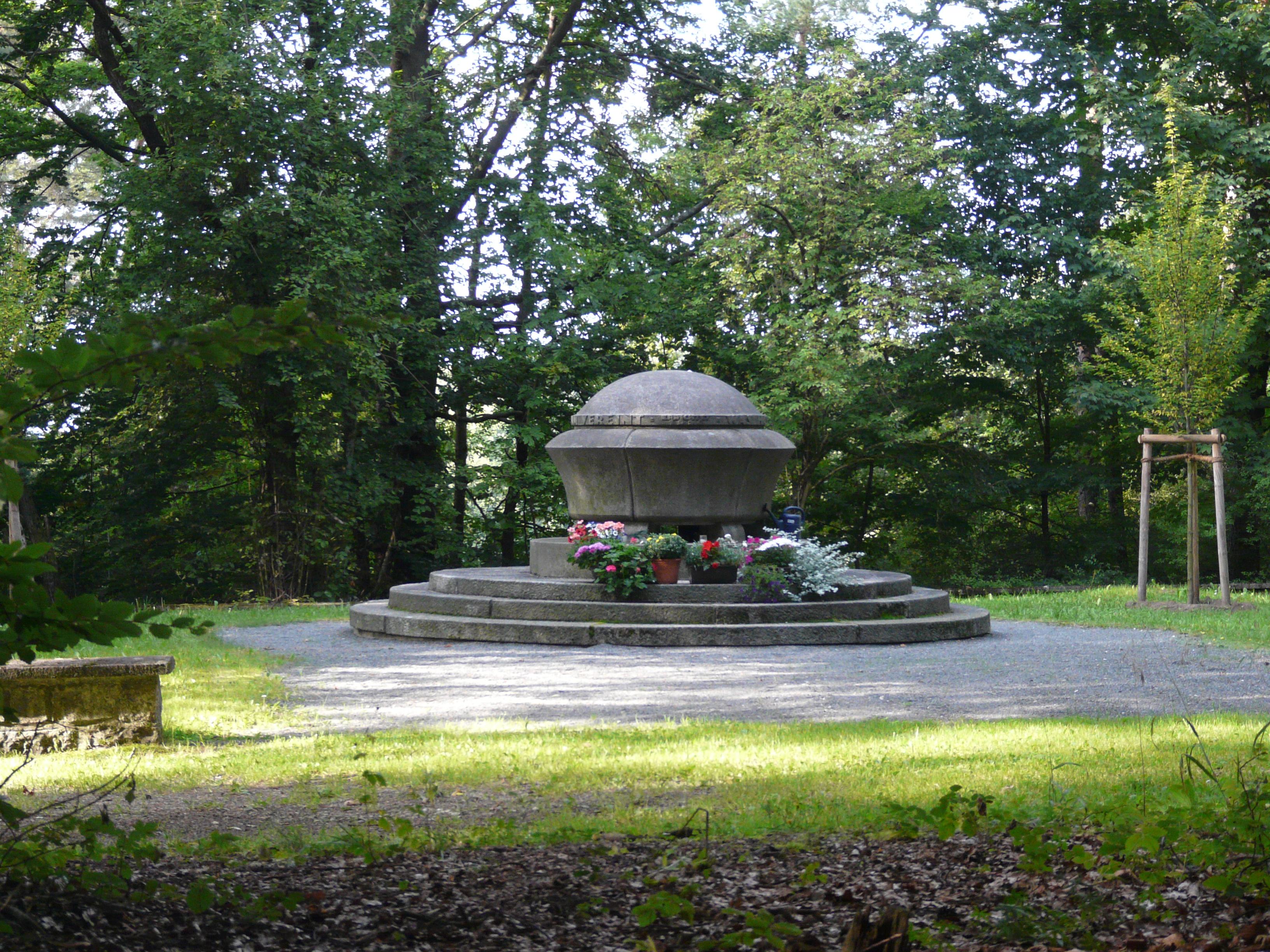
Das KZ-Mahnmal bei Schupf

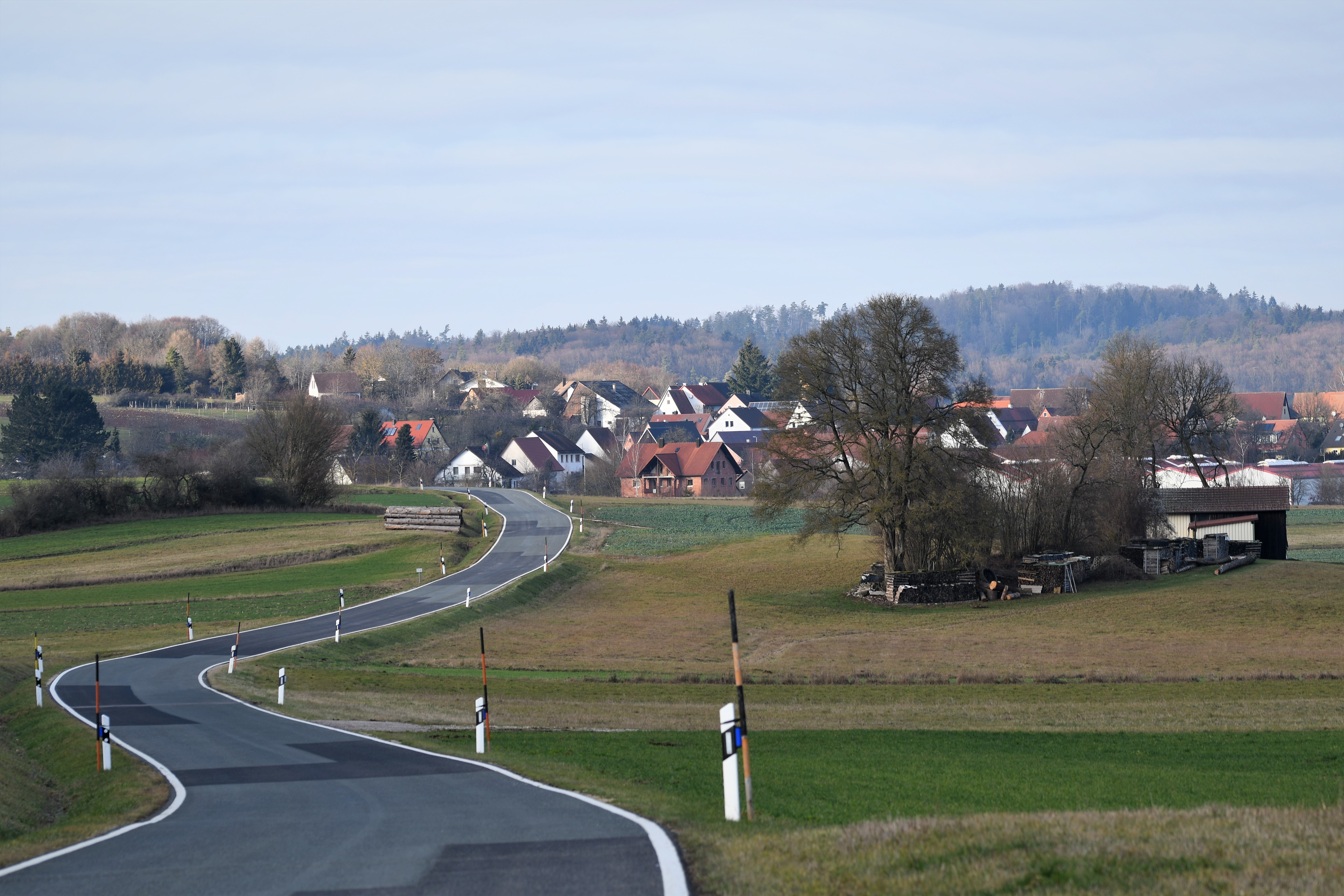
Blick aus südöstlicher Richtung auf Schupf (Straße LAU 26), im Hintergrund ist der Rotenberg bei Hartenberg sichtbar

Etwa einen Kilometer nordöstlich von Schupf befindet sich das KZ-Mahnmal bei Schupf, mit dem des Ortes einer Leichenverbrennungsstätte von Opfern des NS-Regimes gedacht wird. Das Mahnmal liegt auf einer kleinen Waldlichtung, die sich ein wenig östlich der von Schupf nach Happurg führenden Kreisstraße LAU 25 befindet. In den letzten Monaten des Zweiten Weltkriegs waren hier die Leichname von vermutlich über 1000 Insassen des KZ-Außenlagers Hersbruck eingeäschert worden, die den Strapazen der Lagerhaft und der ihnen auferlegten Zwangsarbeit erlegen waren.